# Tauriphila risi
Tauriphila risi – gatunek ważki z rodziny ważkowatych (Libellulidae).

## Opis

### Owad dorosły
Ciało długości od 40 do 44 mm i rozpiętości tylnych skrzydeł od 34 do 38 mm. Tułów rudobrązowy z dwoma białawymi, skośnymi paskami bocznymi. Odwłok pomarańczowo-brązowy z ciemnym pasem środkowo-grzbietowym. Użyłkowanie skrzydeł pomarańczowe. Nasada tylnych skrzydeł z brązową przepaską, nierozszerzona. Czoło samców wraz z dojrzałością czerwienieje. W widoku grzbietowy górne przydatki analne samca zbiegające się w części nasadowej i silnie rozbiegające się ku wierzchołkowi, co czyni ich wewnętrzne krawędzie silnie wklęśniętymi. Kariotyp samca: 2n=25, n=13.

### Larwa
Kolec grzbietowy na siódmym segmencie odwłoka sięga tylnej krawędzi segmentu ósmego. Odwłok brzusznie spłaszczony. Długość ostatniego stadium około 18–19 mm.

## Zachowanie
Lata stadnie nad terenami otwartymi. Rzadko przysiada,jeśli już to z ukosa na gałązkach. Samce bronią terytoriów wokół kęp roślinności pływającej, rzadko zawisają w powietrzu

## Rozprzestrzenienie
Gatunek neotropikalny, wykazany z Boliwii, Brazylii, Paragwaju, Urugwaju i Argentyny